# Söderfjärdens naturreservat
Söderfjärden är ett naturreservat i östra delen av Eskilstuna kommun i Södermanlands län. Naturreservatet ligger på västra stranden av Sörfjärden, 17 kilometer öster om Eskilstuna och 12 kilometer väster om Strängnäs, strax norr om E20. Strands golfklubb ligger direkt väster om naturreservatet. Området ingår i Natura 2000. 

## Naturreservatet
Söderfjärdens naturreservat bildades 1968 i dåvarande Kafjärdens kommun. Syftet är att skydda ett för Mälaren typiskt och "orört strandlandskap med rik och särpräglad fågelfauna." Så mycket som 236 fågelarter har observerats i området mellan 1940 och 2012 och cirka hälften är häckande i området. För att skydda fågellivet är det tillträdesförbud i vassområdet perioden 1 april - 15 juli.
Naturreservatet utgörs av en rullstensås (10-15 meter hög) i västra delen och utanför den vasstäckt vatten samt ön Koholmen.
Bland floran kan nämnas backsippa, kattfot, låsbräken och gullviva.

### Fornminnen
Några fornminnen i form av gravar finns på åsen i naturreservatets sydvästra del.